# Ophiolimna bairdi
Ophiolimna bairdi är en ormstjärneart som först beskrevs av George Richard Lyman 1883.  Ophiolimna bairdi ingår i släktet Ophiolimna och familjen knotterormstjärnor. Inga underarter finns listade i Catalogue of Life.